# Multicast Backbone
Der Multicast Backbone (abgekürzt MBone oder MBONE) war ein 1992 eingerichtetes Overlay-Netz, um IP-Multicast im Internet zu erproben. Es verband multicastfähige Netzwerke über die bestehende Internet-Infrastruktur und wurde beispielsweise für Video- und Audiokonferenzen eingesetzt.

## Geschichte

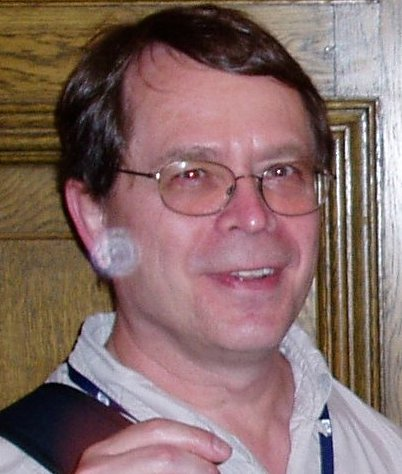
Multicast-Backbone-Entwickler Van Jacobson (2006)

Der MBone wurde 1992 von Van Jacobson, Steve Deering und Stephen Casner auf Vorschlag von Allison Mankin entwickelt.
Mitte 1993 wurden erste Aktivitäten in Deutschland unternommen; ein für Deutschland geltender MBONE-DE namens Whiteboard wurde eingerichtet.
Ein Konzert der Rolling Stones im November 1994 im Cotton Bowl in Dallas mit 50.000 Fans war das „erste große Cyberspace Multicast-Konzert“. Mick Jagger eröffnete das Konzert mit den Worten: „Ich möchte alle, die heute Abend ins Internet gegangen sind und in den MBone eingeloggt sind, besonders willkommen heißen. Und ich hoffe, es bricht nicht alles zusammen.“
Ein Jahr später wurde der MBone, diesmal symmetrisch (gleichzeitiges Senden und Empfangen ohne Hierarchie unter den Teilnehmern), für eine erste Erfahrung der grafischen Echtzeit-Interaktion ohne die Vermittlung eines Zentrums verwendet.
Bis 1995 gab es MBone-Verbindungen in Russland sowie an der Forschungsstation McMurdo-Sund in der Antarktis.
MBone wurde für die gemeinsame Kommunikation wie Video-Telefonkonferenzen oder gemeinsame kollaborative Arbeitsbereiche verwendet. Sie war im Allgemeinen nicht mit kommerziellen Internetdienstanbietern verbunden, sondern oft mit Universitäten und Forschungseinrichtungen.

## Architektur

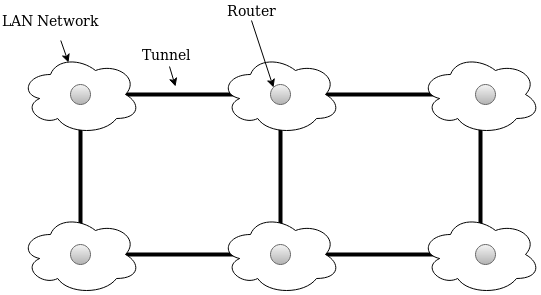
Grafische Darstellung des MBones

Der MBONE besteht aus Multicasting-fähigen Computern und Routern im Internet. Da die herkömmlichen, im Internet eingesetzten Router nicht Multicast-fähig sind, bleiben Multicast-fähige Teilnetze im Internet isoliert und bilden so genannte Multicasting-Inseln. Diese Inseln können mittels Tunneling, also durch Kapseln eines Multicast-Pakets in ein Unicast-Paket, überbrückt werden und bilden so ein weltumspannendes Multicast-Netz, den MBONE.
Über die Hochgeschwindigkeitsnetze des Internets können mit Hilfe des Internet Multicast Protocols umfangreiche Video- und Audiodaten übertragen werden. Ein Leistungsmerkmal dieses Protokolls ist, dass die komprimierten und digitalisierten Daten gleichzeitig an verschiedene Teilnehmer übertragen werden können, ohne dass die Netzlast linear zur Anzahl der Teilnehmer ansteigt. Das bedeutet in der Praxis beispielsweise, dass man sich bei Interesse an einem Angebot nicht beim Server, sondern im Netz mit seiner Multicast-Adresse als Mitglied dieser Gruppe anmeldet, die gemeinsam eine Anwendung wie beispielsweise eine Videokonferenz nutzt. In der Transportschicht kommt das UDP-Protokoll zum Einsatz, dadurch kann es zwar zum Paketverlust kommen, die einzelnen Knoten werden allerdings nicht überlastet.

## Algorithmen
Der Multicast Backbone verwendet den DVMRP Routing-Algorithmus, der auf dem Bellman-Ford-Algorithmus basiert. Zur Auswahl einer Route wird der Entfernungsvektor herangezogen. In der Praxis muss ein Quellsender, um ein Audio- oder Videoprogramm in diesem Modus zu senden, zunächst eine Klasse-D-Adresse erhalten, die als Frequenz- oder TV-Kanalnummernmuster dient. Der Host wählt ein eingestelltes Multi-Channel-Network aus. Dies geschieht dank des IGMP-Protokolls, das an alle Hosts des Lan-Netzwerks eine Anfrage sendet um herauszufinden welcher Host an einem bestimmten Kanal interessiert ist. Der interessierte Host sendet daraufhin das entsprechende IGMP-Paket. Wenn der Absenderhost ein neues Paket generiert, sendet er es an einen Verteiler im Netzwerk, dieser sendet es anschließend an alle Tunnel, mit denen er verbunden ist. Wenn ein Verteiler auf in einem anderen LAN-Netzwerk dieses Paket erhält, prüft er dann, ob es auf dem optimalen Weg geliefert wurde. Sollte es nicht auf dem optimalen Weg gesendet worden sein, so wird es verworfen, andernfalls wird es entsprechend weitergeleitet. Um Blockaden zu vermeiden, erhält jedes Paket eine Gewichtung. Das Paket wird nur zu Tunneln geleitet, wenn seine Gewichtung die des Tunnelgewichts nicht überschreitet.
Dieser Algorithmus ist allerdings modifizierbar. Eine Möglichkeit der Modifizierung ist es, dem Algorithmus eine hierarchische Struktur zu geben, indem man Lan-Netzwerke in Regionen gruppiert. Anschließend werden Pakete zuerst an Hosts in der gleichen Region weitergeleitet, befindet sich der Empfänger nicht in der Region so verlässt die Anfrage die Region und wird zu anderen weitergeleitet.
Eine Weitere Möglichkeit ist es, Link-Statusinformationen über das MOSPF-Protokoll zu erhalten. Dabei erstellt jeder Router eine Liste von angeschlossenen Routern und deren Entfernung, anschließend wird mithilfe eines Algorithmus, beispielsweise dem Dijkstra-Algorithmus, der kürzeste Weg berechnet.
Sind Mitglieder allerdings über einen großen Bereich verstreut, so sind DVMRP und MOSPF nicht sehr effizient. In diesem Fall kommt Protocol Independent Multicast zum Einsatz.

## Heutige Verwendung
IP-Multicasting wird heutzutage kaum noch verwendet. Grund dafür ist der zusätzliche Wartungsaufwand, der durch die Vielfalt an Protokollen entsteht; außerdem spielt der Konfigurationsaufwand eine entscheidende Rolle.
Die Gefahr von DDoS-Angriffen (Denial-of-Service-Attacke) ist außerdem höher und durch den Einsatz des UDP-Protokolls kommt es beim Sender zu einer erhöhten Rechenleistung durch die Korrektur von Übertragungsfehlern.